# Esplorazione di Giove
L'esplorazione di Giove attraverso sonde automatiche è iniziata nel 1973 con il fly-by della sonda Pioneer 10.
La quasi totalità delle sonde che hanno visitato il pianeta hanno effettuato dei fly-by, cioè hanno osservato Giove senza entrare in orbita zenocentrica. Le uniche eccezioni sono rappresentate dalla sonda Galileo, rimasta in orbita attorno a Giove per oltre 7 anni, e la sonda Juno per l'osservazione di Giove ad alte latitudini, il cui lancio è avvenuto il 5 agosto 2011 ed è tuttora operativa. Entrambe hanno ampliato notevolmente le nostre conoscenze sul pianeta e sui suoi quattro satelliti principali, Io, Europa, Ganimede e Callisto.
Giove è un gigante gassoso e non ha una vera e propria superficie solida: un atterraggio sulla sua superficie è quindi impossibile. Ciononostante, la sonda Galileo ha trasportato sul pianeta una seconda sonda robotica che è penetrata nell'atmosfera del pianeta, rivelandone la composizione, eseguendo misure di pressione e temperatura, della velocità dei venti ed in generale del grado di attività dell'atmosfera.
Proprio le numerose scoperte avvenute grazie alla missione Galileo hanno rafforzato l'interesse della comunità scientifica per il gigante gassoso ed il suo sistema. Fin dalla conclusione della missione si è iniziato a pensare ad un suo successore, che avrebbe dovuto avere una maggiore disponibilità di manovra e la possibilità di entrare in orbita attorno ad alcuni dei principali satelliti del pianeta o anche trasportarvi un lander. Tuttavia le difficoltà economiche della NASA (l'ente spaziale americano e principale contributore nelle missioni esplorative di Giove) hanno impedito a lungo che una tale missione si realizzasse.
La Europa Jupiter System Mission, che prevedeva l'utilizzo di due sonde automatiche focalizzate allo studio dei quattro satelliti galileiani ed il cui lancio era previsto nel 2020, è stata cancellata, tuttavia nel 2023 è stata lanciata la Jupiter Icy Moons Explorer ("Esploratore delle lune ghiacciate di Giove") dell'ESA per l'esplorazione di Callisto, Ganimede ed Europa, e nel 2024 sarà lanciata Europa Clipper, che studierà in particolar modo Europa. La sonda Juno della NASA ha la caratteristica di portare avanti l'esplorazione di Giove ad un costo ridotto. l'Europa Jupiter System Mission, invece, era un progetto ambizioso che richiedeva per la sua realizzazione una collaborazione internazionale.
Giove è un punto nodale nelle rotte delle sonde esplorative dirette verso il sistema solare esterno, per la sua grande forza di gravità e la conseguente capacità di agire da fionda gravitazionale per le sonde: tutto ciò rappresenta quindi un'ulteriore opportunità per l'osservazione del pianeta.

## Esigenze tecniche
Raggiungere un altro pianeta del sistema solare richiede un elevato costo energetico. Perché una sonda spaziale possa raggiungere Giove dall'orbita terrestre, è necessaria la stessa quantità di energia richiesta per portare in un'orbita terrestre bassa (LEO) la stessa massa. In astrodinamica tale energia richiesta è descritta in termini di cambio netto nella velocità della sonda, o Δv (Delta-v). L'energia richiesta per raggiungere Giove dall'orbita della Terra è pari ad un Δv di circa 9 km/s, confrontabile con il valore di 9,7 km/s di Δv richiesto per raggiungere un'orbita terrestre bassa dalla superficie del nostro pianeta. Tuttavia, l'utilizzo di manovre di fionda gravitazionale durante la fase di crociera può ridurre il quantitativo di energia richiesto al lancio, sebbene a prezzo di un maggiore tempo di volo per raggiungere Giove.
Una volta raggiunto il sistema di Giove una delle principali problematiche che si trova ad affrontare una sonda è l'elevato quantitativo di radiazione ivi presente, intrappolata dalla magnetosfera gioviana. Per esempio, la sonda Galileo, nei sette anni che ha orbitato attorno al pianeta, ha superato notevolmente la dose di radiazioni per la quale era stata progettata e come risultato ha manifestato una serie di guasti di sistema attribuibili all'effetto delle stesse.

## I primi fly-by

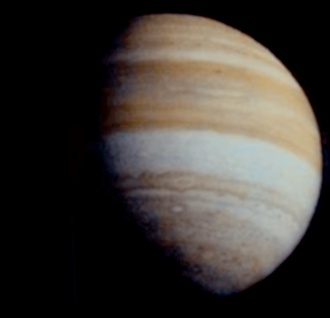
Giove visto dalla Pioneer 11

### Fly-by delle Pioneer
La Pioneer 10 nel dicembre del 1973 è stata il primo oggetto costruito dall'uomo a raggiungere il sistema gioviano, seguita dalla Pioneer 11 a distanza di un anno esatto. 
La Pioneer 10 ha ottenuto le prime immagini ravvicinate di Giove e dei satelliti galileiani, ha studiato l'atmosfera del pianeta, rilevato il suo campo magnetico, osservato le Fasce di van Allen e scoperto che Giove è principalmente liquido. La Pioneer 11 inviò alla Terra immagini significative della Grande Macchia Rossa, le prime osservazioni delle regioni polari del pianeta e dati sufficienti a determinare la massa di Callisto.

### Fly-by delle Voyager

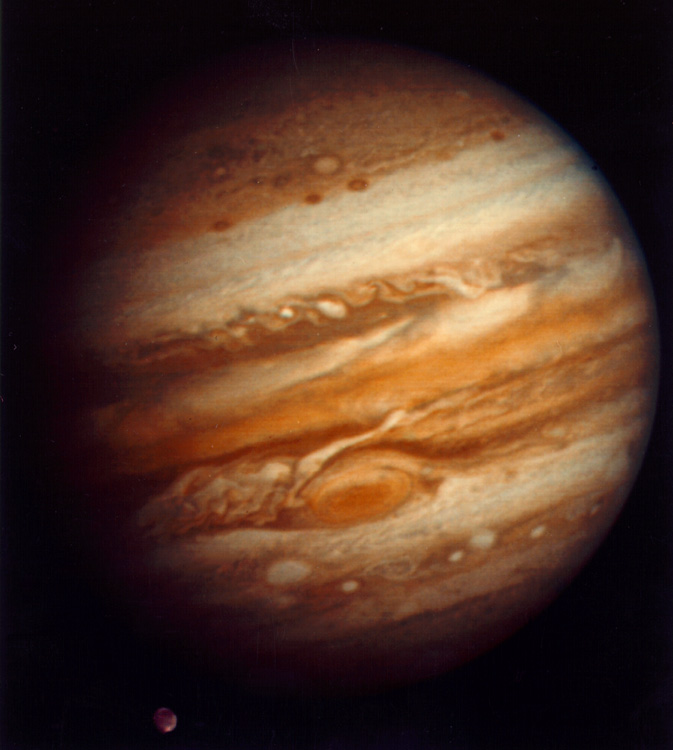
Giove visto dalla Voyager 1

La sonda Voyager 1 ha raggiunto Giove nel marzo del 1979, seguita dalla Voyager 2 nel luglio dello stesso anno. Le sonde hanno raccolto immagini del pianeta e dei satelliti galileiani ad una risoluzione nettamente maggiore rispetto a quanto fatto della sonde Pioneer che le avevano precedute. Furono così rivelate le prime informazioni sui processi fisici, atmosferici e geologici che avvengono sul pianeta, sui suoi satelliti principali e che interessano la magnetosfera gioviana. Ciò che più sorprese gli scienziati fu scoprire il vulcanismo di Io: un fenomeno tanto intenso da influenzare tutto il sistema gioviano ed il primo caso di vulcanismo attivo osservato su un corpo del Sistema solare differente dalla Terra. La Voyager 1 fotografò 9 vulcani attivi, 8 la Voyager 2. Entrambe le sonde rilevarono il toro ionico che circonda Giove in corrispondenza dell'orbita della luna e minime quantità del materiale eruttato - in particolare atomi di ossigeno, sodio e zolfo - in corrispondenza del confine esterno della magnetosfera. Furono inoltre scoperti gli anelli di Giove e fu raccolta la prima immagine ravvicinata dell'atmosfera del pianeta, misurata la temperatura delle nubi, osservato il movimento dei venti nelle bande e nelle zone, rilevati fulmini nell'emisfero buio e misurata la velocità della materia che costituisce la Grande Macchia Rossa, rivelandone la natura anticiclonica. Infine, destarono interesse le prime immagini della superficie di Europa, le cui strutture sembravano essere state dipinte sulla luna, e fu misurata la massa di Ganimede, allora ritenuto più piccolo di Titano.

### Fly-by della Ulysses
Nel febbraio del 1992 la sonda Ulysses è passata a 409.000 km da Giove. La manovra, necessaria per spostare la sonda su un'orbita polare intorno al Sole, le ha permesso di studiare la magnetosfera gioviana a latitudini che non erano state percorse dalle sonde precedenti. Inoltre, Ulysses ha attraversato il toro di plasma intorno all'orbita di Io in direzione nord-sud, rispetto all'attraversamento equatoriale della Voyager 1. Durante il sorvolo, Ulysses ha rilevato un segnale radio proveniente dal polo sud del pianeta che presentava una certa ripetitività. Il segnale si ripeteva ogni 40 minuti per alcune ore, per poi interrompersi e riprendere successivamente con la stessa modulazione. Alla ricezione del segnale, chiamato QP-40 (dove QP sta per quasi periodico), erano associate violente emissioni di elettroni altamente energetici. Nel febbraio del 2003 un segnale analogo proveniente però dal polo nord del pianeta è stato rilevato dal telescopio orbitante Chandra. Questi fenomeni sembrano originati dall'interazione del vento solare con la magnetosfera di Giove ed abbinati al fenomeno delle aurore polari sul pianeta. Poiché la sonda non aveva fotocamere a bordo, non è stata scattata nessuna immagine.

Nel febbraio del 2004 Ulysses si è trovata di nuovo nei pressi di Giove, ma questa volta ad una distanza molto maggiore: circa 240 milioni di km. Durante questo incontro si è prestata particolare attenzione alla ricezione del segnale radio QP-40 proveniente dal polo nord del pianeta, rilevato infine nell'ottobre del 2003.

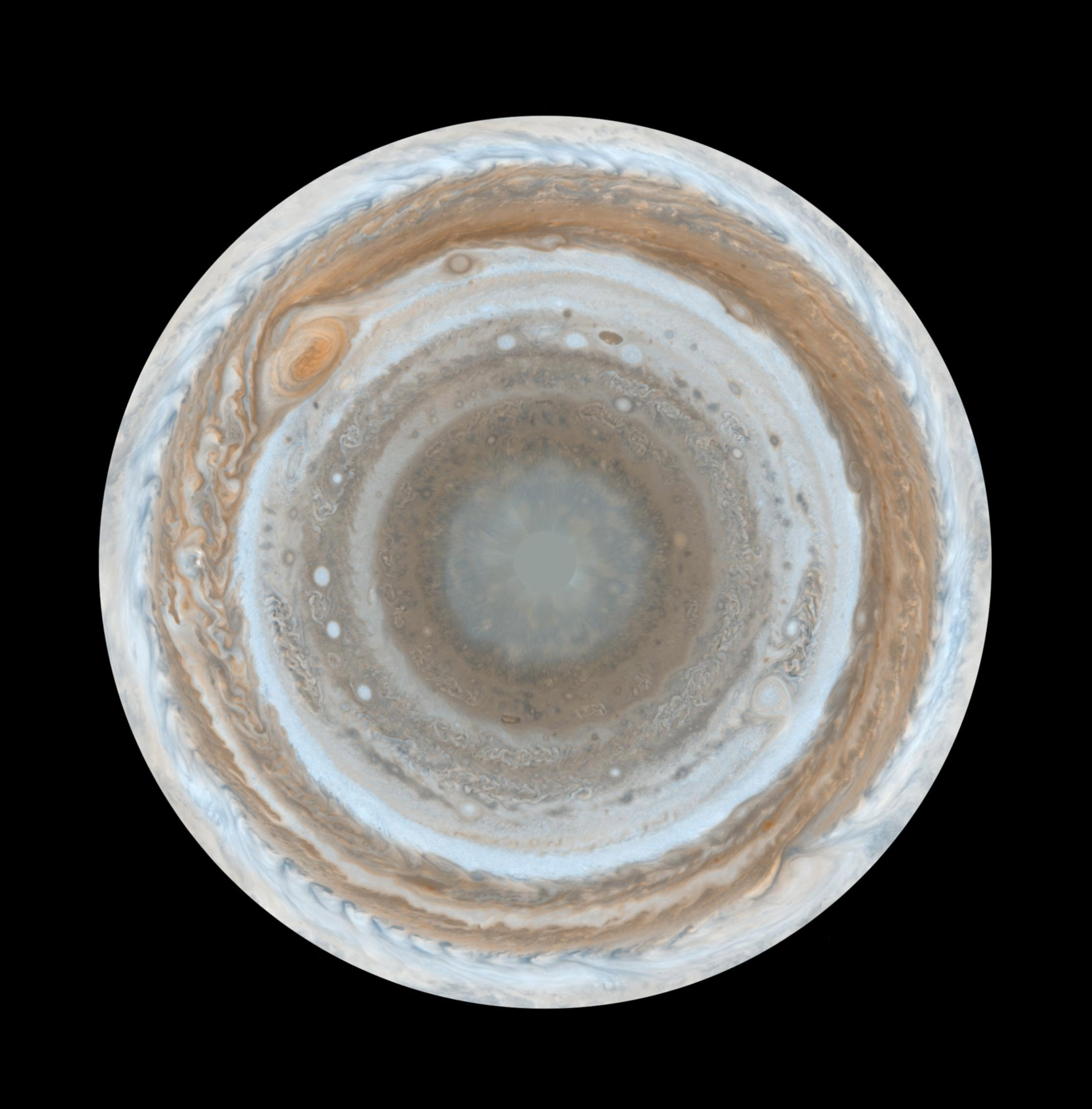
La più dettagliata mappa di Giove mai ottenuta è opera della sonda Cassini

### Fly-by della Cassini
Nel 2000 la Cassini-Huygens, in viaggio verso Saturno, ha incontrato Giove e ci ha fornito alcune delle immagini a più alta risoluzione del pianeta. Il massimo avvicinamento è stato raggiunto il 30 dicembre 2000, ma le osservazioni scientifiche sono durate diversi mesi. Sono state raccolte 26.000 immagini del pianeta che hanno permesso di realizzare un'immagine di Giove - la più grande disponibile - con una risoluzione di 60 km.
Una delle maggiori scoperte dell'incontro, annunciata il 6 marzo 2003, riguarda la circolazione atmosferica del pianeta. Nell'atmosfera di Giove le "bande" scure si alternano alle "zone" più chiare e gli studiosi ritenevano che le zone, che devono il loro colore alla presenza di nubi, fossero sede di moti ascensionali, in parte perché sulla Terra la maggior parte delle nuvole si formano appunto quando l'aria sale. Ma, dall'analisi delle immagini della sonda Cassini, risulta che nelle bande sono presenti celle convettive di aria ascendente che conducono alla formazione di nuvole chiare, sebbene troppo piccole perché siano riconoscibili dalla Terra. Anthony Del Genio del Goddard Institute for Space Studies della NASA ha dichiarato: "le bande devono essere aree [...] dove il moto netto dell'aria è ascensionale, [quindi] il moto netto dell'aria nelle zone deve essere discensionale".
Altre importanti osservazioni sono quelle relative ad una scura macchia ovale, denominata Grande Macchia Scura (Great Dark Spot), delle dimensioni della Grande Macchia Rossa individuata da Cassini in prossimità del polo nord di Giove. Le immagini nell'infrarosso mostrano che l'atmosfera intorno ai poli segue un moto circolatorio, con bande che si muovono in direzioni fra loro opposte.

Nello stesso articolo, sono stati presentati i risultati di alcune osservazioni relative agli anelli di Giove. Dal modo i cui le particelle degli anelli riflettono la luce, si è potuto dedurre che esse devono avere forma irregolare (piuttosto che sferica) e ciò suggerisce che siano state generate da impatti di micrometeoriti sulle lune di Giove, probabilmente Metis ed Adrastea.

Infine, il 19 dicembre 2000 la sonda Cassini ha anche ottenuto un'immagine a bassa risoluzione del satellite Imalia, ma era troppo distante per poter mostrare qualche struttura superficiale.

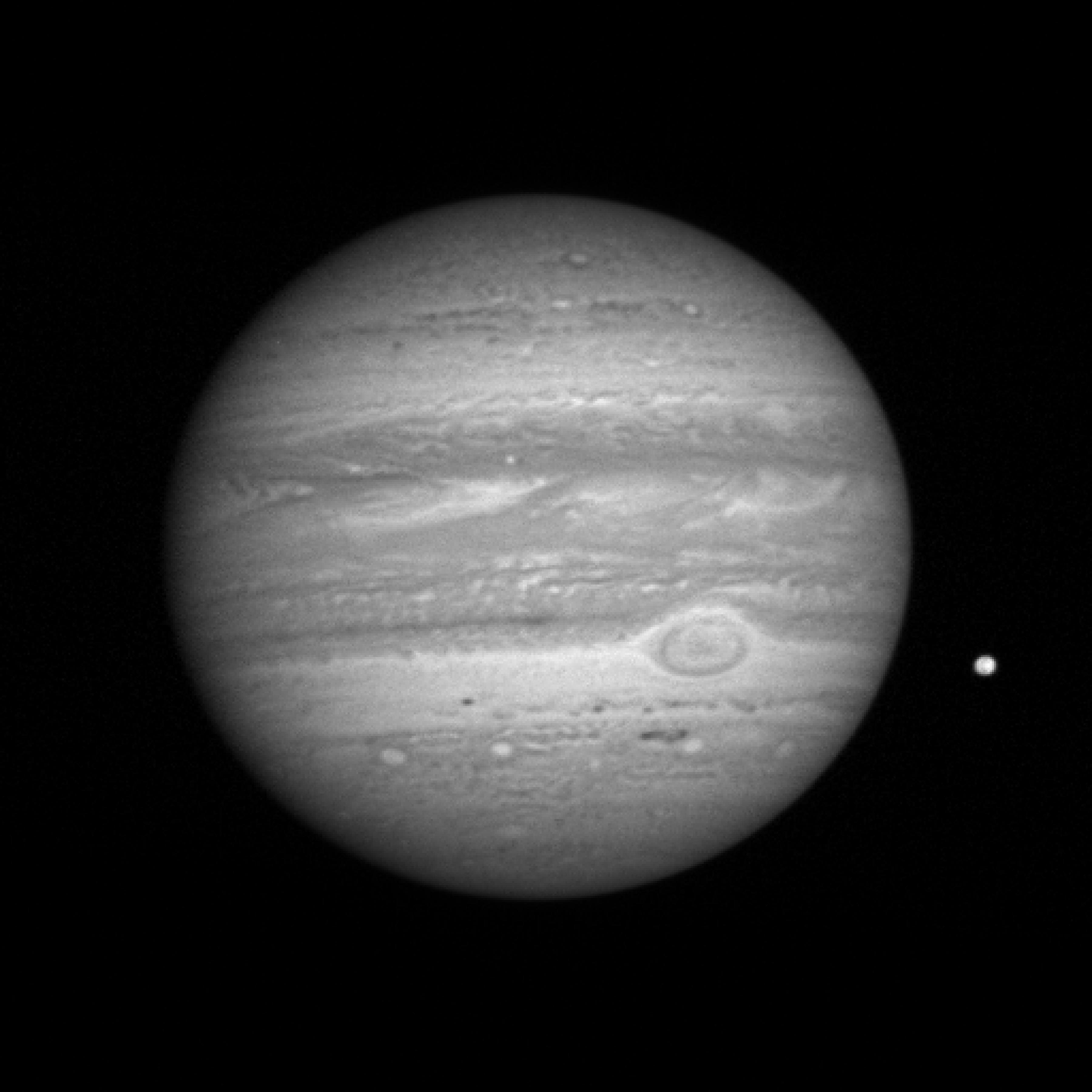
Giove visto dalla New Horizons

### Fly-by della New Horizons
Nel febbraio 2007 la sonda New Horizons, nel suo viaggio verso Plutone, è passata vicino a Giove per eseguire una manovra di fionda gravitazionale. La sonda ha perfezionato la conoscenza delle orbite dei satelliti interni di Giove, in particolare Amaltea.

Le fotocamere della New Horizons hanno misurato la fuoriuscita di plasma dai vulcani di Io e studiato anche gli altri satelliti galileiani. Inoltre ha raccolto le prime immagini ravvicinate di una nuova grande formazione atmosferica su Giove, la Macchia Rossa Jr., che ha iniziato a rafforzarsi ed a colorarsi di rosso dopo il fly-by della Cassini, nel 2000. Infine, per una fortunata coincidenza, la traiettoria di allontanamento dal pianeta seguita dalla sonda, ha permesso di studiare la coda della magnetosfera gioviana per mesi. La sonda ha anche esaminato il lato notturno del pianeta per rilevare aurore e fulmini.

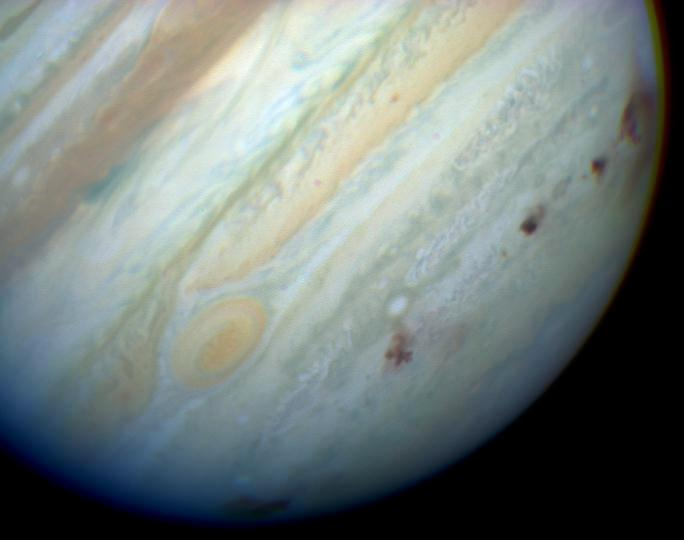
Sull'emisfero meridionale del pianeta sono evidenti i punti scuri dove è avvenuto l'impatto dei frammenti della cometa.

## La cometa Shoemaker-Levy
Tra il 16 e 22 luglio 1994 oltre 20 frammenti della cometa Shoemaker-Levy 9 hanno colpito Giove. Sebbene una cometa non sia una sonda spaziale, gli impatti hanno fornito molti dati sulla composizione dell'atmosfera gioviana.. Data la sua grande massa e la sua vicinanza alle regioni interne del sistema solare, Giove, tra i pianeti, subisce infatti la maggior frequenza di impatti cometari.
Studi spettroscopici condotti dopo la collisione della cometa hanno permesso di dare uno sguardo alla composizione del pianeta sotto lo strato nuvoloso. Si è così rivelata per la prima volta la presenza su Giove di zolfo diatomico (S2) e solfuro di carbonio (CS2) (era peraltro solo la seconda volta che venisse rivelato lo zolfo diatomico su un oggetto celeste); si è inoltre riscontrata la presenza di altre molecole come ammoniaca (NH3) e solfuro di idrogeno (H2S), mentre non è stata rivelata la presenza di composti dell'ossigeno, come l'anidride solforosa (SO2), con una certa sorpresa da parte degli astronomi.

## La missione Galileo

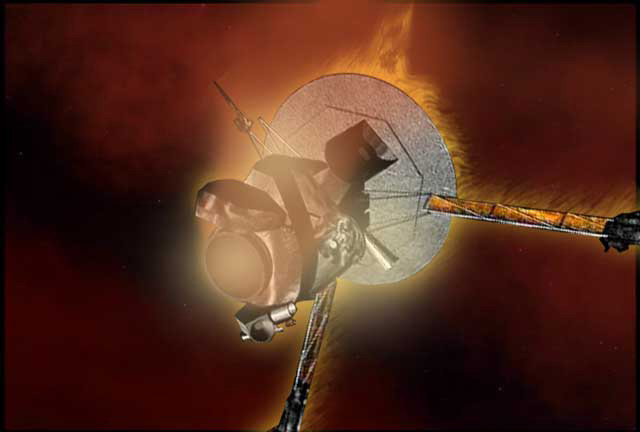
La sorte della sonda Galileo in una rappresentazione artistica

Fino al 2016 l'unica sonda entrata in orbita a Giove era la sonda Galileo, che vi è entrata il 7 dicembre del 1995. Ha orbitato il pianeta per oltre 7 anni, compiendo fly-by di tutti i satelliti galileiani e di Amaltea, prima di essere inghiottita da Giove in un impatto controllato, avvenuto il 21 settembre 2003 e che ha impedito che la sonda potesse cadere successivamente su Europa, contaminandola.
Durante il lungo periodo di attività, la sonda ha raccolto un gran numero di dati ed informazioni sul sistema gioviano, sebbene avrebbe potuto raccoglierne un numero maggiore se non fosse fallito il dispiegamento della grande antenna ad alto guadagno nel 1991. Per ovviare all'inconveniente la NASA potenziò gli strumenti di ricezione del Deep Space Network, a Terra. Nel 1994, durante la fase di avvicinamento a Giove, la sonda assistette inoltre all'impatto della cometa Shoemaker-Levy 9 sul pianeta.
Uno degli obiettivi di missione della sonda Galileo è stato quello di trasportare nel sistema gioviano una sonda atmosferica che, lanciata nel luglio del 1995, è entrata nell'atmosfera di Giove il 7 dicembre con una velocità di 170 000 km/h. Dopo una rapida fase di decelerazione atmosferica, durante la quale sono state raggiunte temperature corrispondenti a quelle rilevabili sulla superficie del Sole, la sonda atmosferica ha dispiegato il paracadute ed ha raccolto dati su flusso di calore, irraggiamento solare, velocità dei venti, rilevazione di fulmini, pressione, temperatura e composizione atmosferica per 57,6 minuti prima di essere schiacciata dalla pressione a cui era sottoposta. La sonda ha cessato le trasmissioni quando ha raggiunto la pressione di circa 22 bar e la temperatura di 153 °C, 132 km al di sotto dello zero altimetrico, identificato (nella letteratura scientifica) con lo strato atmosferico cui corrisponde la pressione di 1 bar e la sommità visibile delle nubi. A quel punto, la sonda potrebbe essersi fusa o vaporizzata. Una sorte simile deve essere toccata alla sonda Galileo quando è precipitata sul pianeta a 50 km/s.
I principali risultati scientifici della missione Galileo includono:
- la prima osservazione di nubi di ammoniaca nell'atmosfera di un pianeta differente dalla Terra: le nubi di ghiaccio di ammoniaca si formano da materiale in risalita dagli strati sottostanti;
- la conferma di estesa attività vulcanica su Io, un centinaio di volte più intensa di quella presente sulla Terra;
- l'osservazione di complesse interazioni del plasma nell'atmosfera di Io che generano immense correnti elettriche, accoppiate con quelle generate dall'atmosfera di Giove;
- l'individuazione di prove a supporto della teoria dell'esistenza di un oceano liquido al di sotto della superficie ghiacciata di Europa;
- la scoperta del campo magnetico proprio di Ganimede - finora l'unica rilevazione di un campo magnetico proprio attorno ad un satellite;
- la rilevazione di campi magnetici indotti su Europa, Ganimede e Callisto, che suggeriscono l'esistenza di uno strato liquido d'acqua salata al di sotto della superficie;
- la scoperta di sottili atmosfere attorno ad Europa, Ganimede e Callisto;
- l'osservazione dettagliata delle superfici dei satelliti galileiani;
- la scoperta del meccanismo che conduce alla formazione degli anelli di Giove (da polvere prodotta dagli impatti di meteoroidi provenienti dallo spazio interplanetario sulle quattro lune più interne) e l'osservazione di due anelli esterni separati dall'orbita di Amaltea;
- l'identificazione della struttura globale e delle dinamiche della magnetosfera di un gigante gassoso.

## La missione Juno

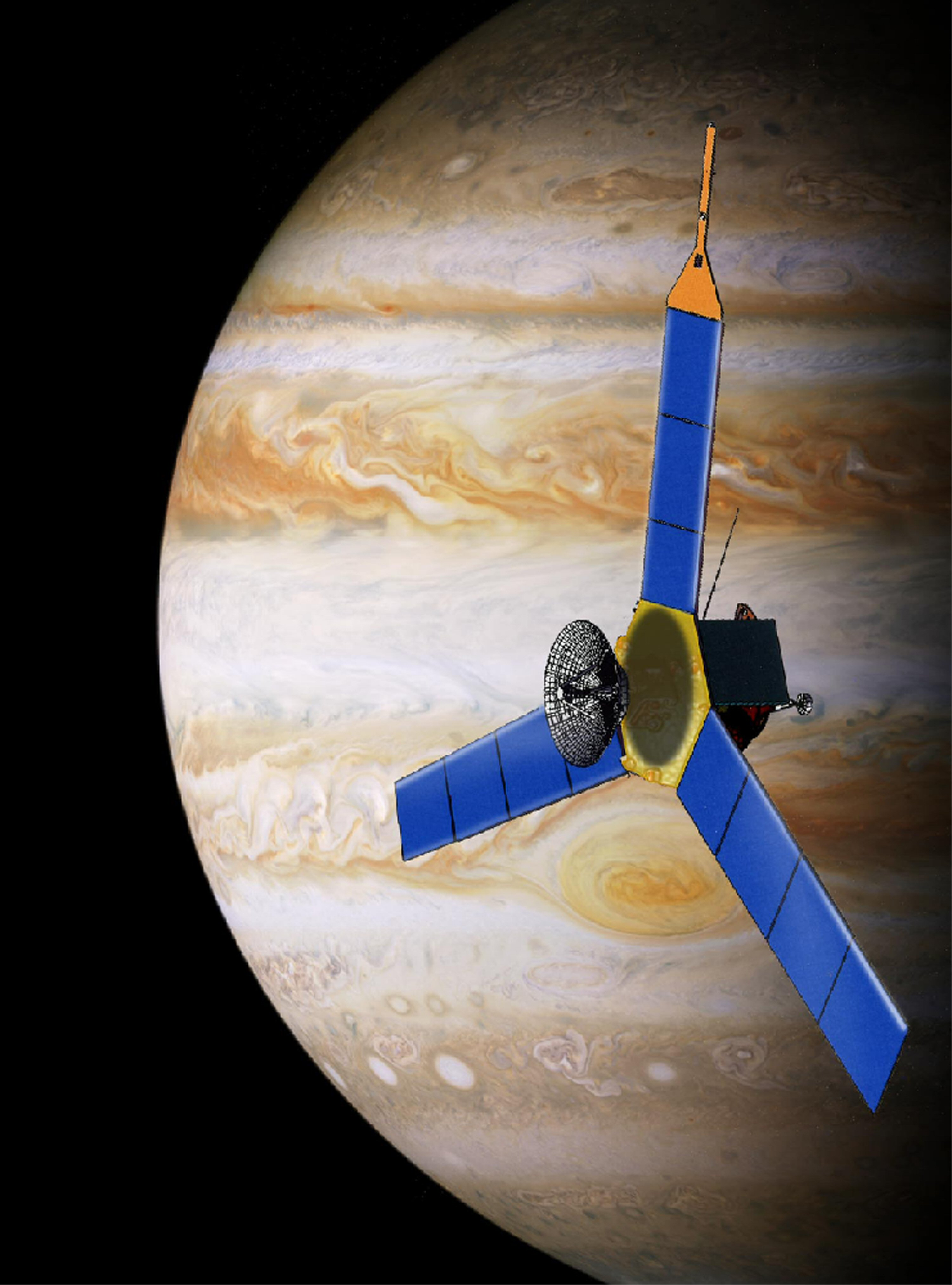
Rappresentazione artistica di Juno presso Giove.

La missione Juno, della NASA, il cui lancio è avvenuto il 5 agosto 2011 da Cape Canaveral, ha come obiettivi misurare la composizione di Giove, il campo gravitazionale, il campo magnetico e la magnetosfera polare. Cercherà anche indizi su come si è formato il pianeta, incluso se ha un nucleo roccioso, la quantità di acqua presente nell'atmosfera profonda, la distribuzione della massa e i suoi venti in profondità, che possono raggiungere velocità fino a 620 km/h.. La sonda ha raggiunto Giove il 5 luglio 2016; è posta in orbita polare e da questa unica prospettiva di vista studia la magnetosfera e l'atmosfera di Giove. Inoltre, è anche la prima sonda per lo studio di Giove ad essere dotata di pannelli fotovoltaici, nell'intenzione di ridurre i costi della missione. Juno ha meno strumenti della Galileo, che aveva 15 strumenti principali e una sonda da rilasciare nell'atmosfera gioviana, tuttavia i componenti e i sistemi di Juno sono di gran lunga più sofisticati, visto che la Galileo era stata costruita nella prima metà degli anni ottanta.
Nel luglio del 2021 la missione principale è terminata con successo, ha anche chiarito i dubbi relativi alla presunta mancanza d'acqua nell'atmosfera di Giove che era stata riscontrata dalla Galileo, scoprendo che la presenza di questo elemento è piuttosto variabile e che la sonda rilasciata dalla Galileo fosse stata semplicemente "sfortunata" nel penetrare in una zona dove l'acqua era 10 volte meno del previsto. La missione è stata estesa fino al 2025 periodo nel quale la sonda oltre a studiare Giove da diverse angolazioni effettuerà diversi sorvoli ravvicinati dei satelliti medicei.

## Missioni future
La missione Galileo ha fornito numerosi indizi sulla possibilità dell'esistenza di un oceano liquido su Europa, ha rivelato come Ganimede sia un mondo complesso ed affascinante, ha confermato la straordinarietà del vulcanismo di Io, oltre ad aver aperto nuove possibilità nella modellazione dell'interno del pianeta. La comunità scientifica ha manifestato grande interesse per lo studio del sistema di Giove ed ha chiesto alle principali agenzie spaziali che fosse diretta verso il pianeta una grande missione esplorativa che permettesse di indagare simultaneamente tutti questi aspetti.
Sono state avanzate numerose proposte di missione dalla conclusione della missione Galileo, tra le quali il Jupiter Icy Moons Orbiter aveva raggiunto il miglior grado di definizione ed una certa notorietà perché prevedeva l'utilizzo di un innovativo propulsore nucleare a ioni. La missione prevedeva la possibilità di spostare l'orbiter da una luna all'altra e studiare in questo modo in dettaglio i satelliti galileiani (con particolare attenzione ad Europa - per il quale in alcune versioni della missione era previsto anche un lander). Sebbene il lancio fosse previsto per il 2012, la missione è stata ritenuta troppo ambiziosa e cancellata nel 2006.

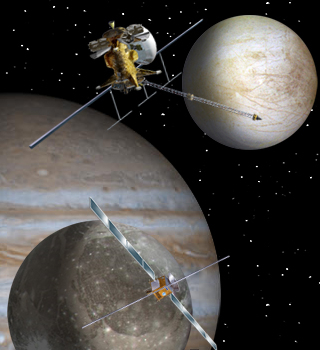
Rappresentazione artistica dell'Europa Jupiter System Mission nel sistema di Giove: Jupiter Europa Orbiter in alto, Jupiter Ganymede Orbiter in basso.

L'interesse della comunità scientifica per il sistema di Giove non è scemato, una nuova ambiziosa missione era stata proposta per il 2020, la Europa Jupiter System Mission (EJSM). La proposta era stata vagliata da una commissione congiunta della NASA e dell'ESA. La EJSM prevedeva l'utilizzo di due sonde robotiche per l'esplorazione del sistema gioviano. Ad ESA e NASA era stata affidata rispettivamente la costruzione del Jupiter Ganymede Orbiter (JGO) e del Jupiter Europa Orbiter (JEO). Il JGO si sarebbe concentrata sullo studio di Ganimede e Callisto e della magnetosfera gioviana. Entrato in orbita attorno a Giove, nel primo anno di attività avrebbe completato alcune orbite che avrebbero consentito di eseguire una decina di sorvoli ravvicinati di Callisto, prima di entrare in orbita attorno a Ganimede.
Il JEO, invece, si sarebbe concentrato sullo studio di Europa ed Io: entrato in orbita attorno a Giove, avrebbe eseguito alcuni sorvoli di Io (con la possibilità dell'attraversamento di un pennacchio vulcanico) prima di entrare in orbita attorno ad Europa. Era stata avanzata la possibilità che l'Agenzia Spaziale Giapponese (JAXA) partecipasse al progetto con la costruzione di una terza sonda, il Jupiter Magnetospheric Orbiter, che avrebbe avuto quale obiettivo primario lo studio della magnetosfera gioviana da un'orbita attorno al pianeta. Le due sonde (eventualmente tre) sarebbero state lanciate separatamente, indicativamente nel 2020 e avrebbero dovuto raggiungere il sistema di Giove dopo sei anni di crociera, nel 2026. A causa di tagli del budget della NASA la missione, di classe Flagship venne rimandata e l'ESA preferì proseguire per suo conto per una missione che riprendeva il concetto del Jupiter Ganymede Orbiter, poi divenuto Jupiter Icy Moons Explorer.
JUICE è stata lanciata nel 2023 per esplorare le tre lune galileiane più esterne del sistema di Giove, le quali potrebbero contenere acqua allo stato liquido sotto la loro crosta ghiacciata. Si tratta della prima sonda esclusivamente europea destinata al sistema solare esterno. L'arrivo su Giove è previsto per il 2031. Dal canto suo la NASA ha lanciato una propria sonda l'anno successivo, Europa Clipper, per lo studio di Europa tramite una serie di sorvoli ravvicinati.